# Trichodiadema hirsutum
Trichodiadema hirsutum är en isörtsväxtart som först beskrevs av Adrian Hardy Haworth, och fick sitt nu gällande namn av William Thomas Stearn. Trichodiadema hirsutum ingår i släktet Trichodiadema och familjen isörtsväxter. Inga underarter finns listade i Catalogue of Life.